# Companhia Melhoramentos Norte do Paraná
A Companhia Melhoramentos Norte do Paraná (CMNP) é derivada da antiga Parana Plantations, uma empresa de capital britânico à qual foi concedida o direito de parcelamento e venda de terras sobre uma extensa região que vai de Jataizinho a Umuarama. Em troca, esta companhia deveria prolongar a estrada de ferro ao longo desta área.
Em 1924 chegou ao Paraná um grupo de empresários ingleses chefiados por Lord Lovat, visitando-o tiveram sua atenção despertada pela faixa de terras existente entre os rios Tibagi, Ivaí e Paranapanema. Entusiasmados pela exuberância da terra, adquiriram do Governo do Estado do Paraná 500 000 alqueires de terras nesta região e fundaram a Companhia de Terras Norte do Paraná, que tinha como principal acionista a Paraná Plantations Limitada de Londres, isto entre 1925 e 1927.
Seguindo o modelo inglês de parcelamento rural, a companhia foi abrindo a ferrovia ao longo do espigão e fundando cidades a cada dez ou quinze quilômetros. Assim, entre os nomes indígenas escolhidos como Apucarana, Arapongas, Cambé, Ibiporã, Jandaia, Tapejara, Umuarama e outros, sobressaem os nomes de inspiração inglesa como Londrina, Rolândia (nome de origem germânica), e Lovat (atual Mandaguari). Cidades como Maringá, Cianorte, Sarandi e Umuarama, foram também loteadas por esta mesma empresa.

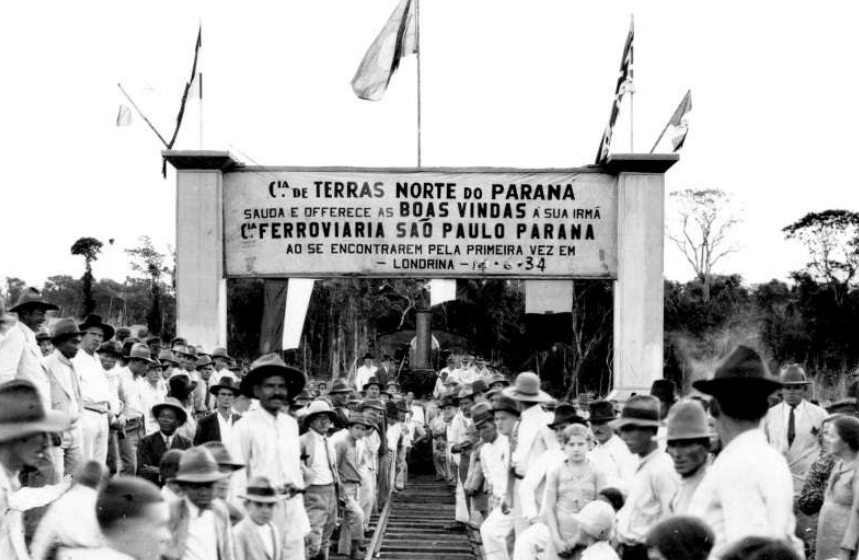
Comemoração do término do assentamento dos trilhos da Estrada de Ferro São Paulo-Paraná até Londrina, em 1934.

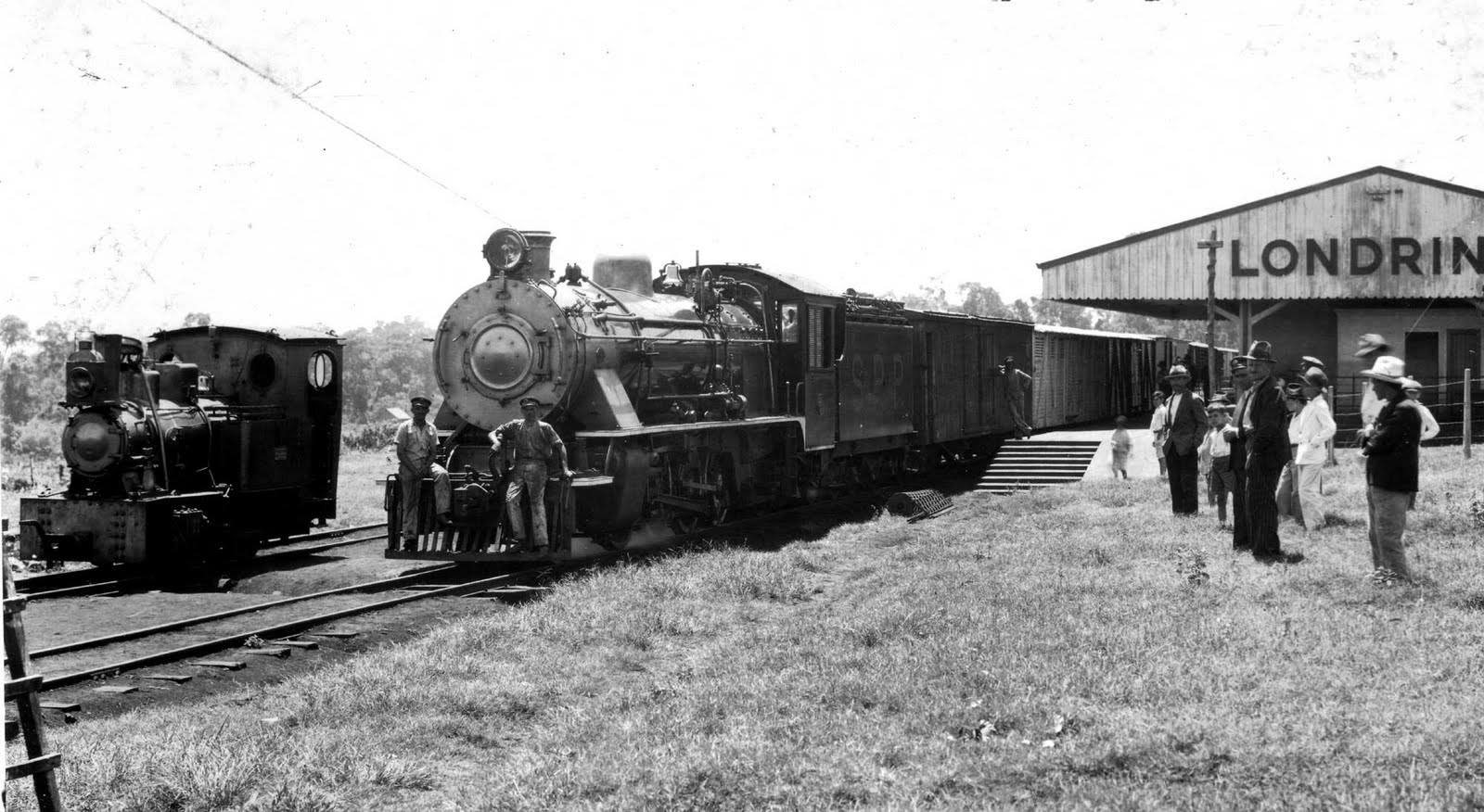
Imagem de uma locomotiva W. G. Bagnall, no Museu Histórico de Londrina.

Para que o projeto de colonização pudesse alcançar o planejado, foi necessário investir também no meio de transporte que atendesse a região, de forma que trouxesse colonos e levasse a produção. Assim, a Paraná Plantations adquiriu em 1928 a Companhia Ferroviária São Paulo-Paraná, a qual possuía o trecho em operação entre Ourinhos e Cambará. A partir de 1929 modernizou e expandiu a malha ferroviária alcançando Cornélio Procópio em 1930, Jataizinho em 1932, Londrina em 1935 e Apucarana em 1942.
"A presença britânica fez com a construção da Ferrovia São Paulo-Paraná fosse efetivada. Além de Londrina, todo o território as margens da estrada de ferro foi então rapidamente vendido proporcionando o surgimento e o consequente desenvolvimento de toda região subjacente. Surgiram as cidades de Andirá, Bandeirantes, Santa Mariana, Cornélio Procópio e Uraí além de diversas povoações contando-se apenas aquelas situadas no Norte Pioneiro do Paraná. Na região Norte, situada a Oeste do Rio Tibagi a participação dos britânicos foi mais intensa com a ação da Companhia de Terras Norte do Paraná que vendeu as terras e criou as condições de infraestrutura necessárias a ocupação e colonização. A vasta área entre Londrina e Cianorte foi loteada e vendida a milhares de colonos até pelo menos o fim da Segunda Guerra quando a CTNP (Companhia de Terras do Norte do Paraná) foi vendida à empresários brasileiros e deu origem a Companhia Melhoramentos do Norte do Paraná, responsável pela colonização da região de Maringá."
Essa companhia colonizou uma área correspondente a 546 078 alqueires de terras, ou 1.321.499 hectares (cerca de 13.166 km²), fundou sessenta e três cidades e patrimônios, vendeu lotes e chácaras para 41.741 compradores, de área variável entre cinco e trinta alqueires, e cerca de 70.000 lotes urbanos com média de 500 metros quadrados.